# The Norman Fucking Rockwell Tour
The Norman Fucking Rockwell Tour (stylizováno jako The Norman Fucking Rockwell! Tour) bylo páté koncertní turné americké zpěvačky Lany Del Rey na podporu jejího šestého studiového alba, Norman Fucking Rockwell. Turné začalo 21. září 2019 v americkém Wantaghu a skončilo 30. listopadu 2019 v Abú Zabí ve Spojených arabských emirátech. Turné bylo ohlášeno 1. srpna 2019.

## Seznam koncertů
| Datum                     | Město                     | Stát                      | Hala                               | Předskokani               |
| 1. část – Severní Amerika | 1. část – Severní Amerika | 1. část – Severní Amerika | 1. část – Severní Amerika          | 1. část – Severní Amerika |
| ------------------------- | ------------------------- | ------------------------- | ---------------------------------- | ------------------------- |
| 21. září 2019             | Wantagh                   | USA                       | Jones Beach Theater                | —                         |
| 30. září 2019             | Vancouver                 | Kanada                    | Rogers Arena                       | —                         |
| 2. října 2019             | Seattle                   | USA                       | WaMu Theater                       | —                         |
| 3. října 2019             | Portland                  | USA                       | Moda Center                        | —                         |
| 6. října 2019             | Berkeley                  | USA                       | Hearst Greek Theatre               | —                         |
| 8. října 2019             | Sacramento                | USA                       | Sacramento Memorial Auditorium     | —                         |
| 10. října 2019            | Los Angeles               | USA                       | Hollywood Bowl                     | —                         |
| 11. října 2019            | San Diego                 | USA                       | CalCoast Open Air Theatre          | —                         |
| 3. listopadu 2019         | Albuquerque               | USA                       | Kiva Auditorium                    | Andrew Thomas             |
| 4. listopadu 2019         | Denver                    | USA                       | Bellco Theatre                     | Julia Jacklin             |
| 6. listopadu 2019         | Sioux Falls               | USA                       | The District                       | Haley                     |
| 8. listopadu 2019         | Chicago                   | USA                       | Aragon Ballroom                    | Lucy Dacus                |
| 10. listopadu 2019        | Des Moines                | USA                       | Community Choice Convention Center | —                         |
| 11. listopadu 2019        | Madison                   | USA                       | The Sylvee                         | —                         |
| 13. listopadu 2019        | Omaha                     | USA                       | Slosburg Hall                      | Nikki Lane                |
| 14. listopadu 2019        | Kansas City               | USA                       | Uptown Theater                     | Lissie                    |
| 16. listopadu 2019        | Wichita                   | USA                       | Cotillion Ballroom                 | —                         |
| 17. listopadu 2019        | Oklahoma City             | USA                       | The Criterion                      | Robert Ellis              |
| 19. listopadu 2019        | Nashville                 | USA                       | Nashville Municipal Auditorium     | Lissie                    |
| 2. část – Asie            |                           |                           |                                    |                           |
| 30. listopadu 2019        | Abú Zabí                  | Spojené arabské emiráty   | du Arena                           | —                         |